# Alzina del Magí
L'Alzina de Magí és un arbre monumental del municipi de Castell de Mur, al Pallars Jussà, a l'antic terme de Mur, en terres del poble de Vilamolat de Mur.
Està situada al nord-est de Vilamolat de Mur i de Casa Josep, a prop del Camí de les Vinyes. És al vessant nord del Serrat del Magí, al sud-est de la Font del Boix.